# Heiligenpesch 75 (Mönchengladbach)

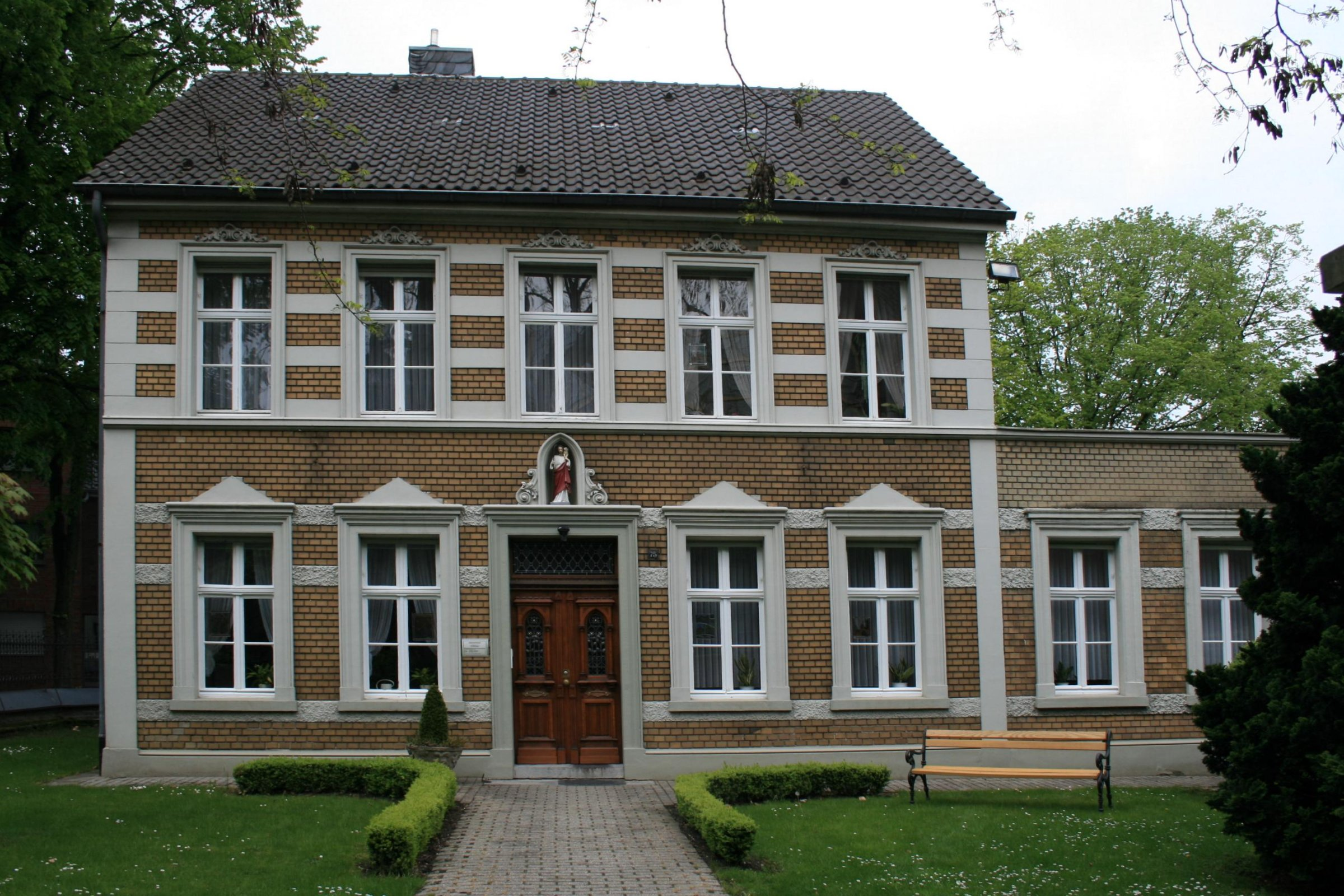
Pfarrhaus (2011)

Das Pfarrhaus Heiligenpesch 75 steht im Stadtteil Hehn in Mönchengladbach (Nordrhein-Westfalen).
Das Gebäude wurde 1853 erbaut. Es wurde unter Nr. H 068  am 4. Februar 1992 in die Denkmalliste der Stadt Mönchengladbach eingetragen.

## Architektur
Das Pfarrhaus liegt unmittelbar nördlich der Kirche Mariä Heimsuchung und der Gnadenkapelle Heiligenpesch an der von Wolfsittard durch Hehn führenden Straße.
Es handelt sich um einen giebelständigen, zweigeschossigen, fünfachsigen Bau unter einem Satteldach mit einem zweigeschossigen Anbau unter einem Flachdach. Die Fassade zeigt Verblendung mit Keramikplättchen und gegliederte Stuckverzierungen.